# 愛情和香煙
《愛情和香煙》（英語：Romance & Cigarettes）是一部2005年的美國歌舞浪漫喜劇電影，由約翰·特托羅編劇和執導。本片主演是占士·簡東費尼、蘇珊·莎朗頓、琦·溫斯莉、史提夫·布斯美、波比·簡拿威、曼蒂·摩兒、瑪莉-露易斯·帕克、艾達·特托羅、基斯杜化·華堅、芭芭拉·蘇可娃、伊蓮妮·斯楚奇、埃迪·伊扎德和艾米·塞德麗絲。本片在2005年威尼斯電影節被提名金獅獎。

## 演員
- 占士·簡東費尼 飾 Nick Murder
- 蘇珊·莎朗頓 飾 Kitty Kane Murder
- 琦·溫斯莉 飾 Tula
- 史提夫·布斯美 飾 Angelo
- 波比·簡拿威 飾 Chetty Jr. / 'Fryburg'
- 曼蒂·摩兒 飾 Baby Murder
- 瑪莉-露易斯·帕克 飾 Constance Murder
- 艾達·特托羅 飾 Rosebud / 'Rara'
- 基斯杜化·華堅 飾 Cousin Bo
- 芭芭拉·蘇可娃（英语：Barbara Sukowa） 飾 Gracie
- 伊蓮妮·斯楚奇（英语：Elaine Stritch） 飾 Grace Murder
- 埃迪·伊扎德 飾 Father Gene Vincent
- 艾米·塞德麗絲（英语：Amy Sedaris） 飾 Frances
- P.J. Brown 飾 Police Officer
- 亞當·拉菲佛（英语：Adam LeFevre） 飾 Frances的男朋友
- 坦雅·品金斯（英语：Tonya Pinkins） 飾 Medic
- 卡迪·哈弗曼（英语：Cady Huffman） 飾 Roe
- 庫瑪·帕拉納（英语：Kumar Pallana） 飾 Da Da Kumar

## 外部連結
- 互联网电影数据库（IMDb）上《Romance & Cigarettes》的资料（英文）
- AllMovie上《Romance & Cigarettes》的资料（英文）
- Box Office Mojo上《Romance & Cigarettes》的資料（英文）
- 爛番茄上《Romance & Cigarettes》的資料（英文）
- Metacritic上《Romance & Cigarettes》的資料（英文）
- Romance & Cigarettes fan page （页面存档备份，存于）
- Filmmaker magazine interview with John Turturro （页面存档备份，存于）